# 492 (numero)
Quattrocentonovantadue (492) è il numero naturale dopo il 491 e prima del 493.

## Proprietà matematiche
- È un numero pari.
- È un numero composto con 12 divisori: 1, 2, 3, 4, 6, 12, 41, 82, 123, 164, 246, 492. Poiché la somma dei suoi divisori (escluso il numero stesso) è 684 > 492, è un numero abbondante.
- È un numero palindromo nel sistema di numerazione posizionale a base 9 (606).
- È un numero rifattorizzabile in quanto divisibile per il numero dei propri divisori.
- È parte delle terne pitagoriche  (108, 480, 492), (205, 492, 533), (369, 492, 615), (492, 656, 820), (492, 1435, 1517), (492, 1645, 1717), (492, 3344, 3380), (492, 5031, 5055), (492, 6715, 6733), (492, 10080, 10092), (492, 15125, 15133), (492, 20169, 20175), (492, 30256, 30260), (492, 60515, 60517).

## Astronomia
- 492 Gismonda è un asteroide della fascia principale del sistema solare.
- NGC 492 è una galassia della costellazione dei Pesci.

## Astronautica
- Cosmos 492 è un satellite artificiale russo.